# Boulevard des Italiens
Boulevard des Italiens är en boulevard i Quartier Gaillon och Quartier de la Chaussée-d'Antin i Paris andra och nionde arrondissement. Gatan är uppkallad efter Théâtre-Italien. Boulevard des Italiens börjar vid Boulevard Montmartre  och slutar vid Boulevard des Capucines.
Vid Boulevard des Italiens ligger Café Riche och Café Anglais.

## Omgivningar
- Église de la Madeleine
- Saint-Louis-d'Antin
- L'Opéra Garnier
- Place Boieldieu

## Bilder
| - Gatuskylt. - Boulevard des Italiens, målning av Gustave Caillebotte. - L'Opéra Garnier. |

## Kommunikationer
- Tunnelbana – linjerna    – Opéra
- Tunnelbana – linjerna   – Richelieu–Drouot

### Webbkällor
- ”Boulevard des Italiens”. Mairie de Paris. https://web.archive.org/web/20160303205509/http://www.v2asp.paris.fr/commun/v2asp/v2/nomenclature_voies/Voieactu/4687.nom.htm. Läst 7 september 2022.
- ”Boulevard des Italiens (2ème et 9ème arrondissement)”. Les rues de Paris. https://web.archive.org/web/20160715205103/http://www.parisrues.com/rues02/paris-02-boulevard-des-italiens.html. Läst 7 september 2022.